# Trentepohlia (Trentepohlia) tripunctata
Trentepohlia (Trentepohlia) tripunctata is een tweevleugelige uit de familie steltmuggen (Limoniidae). De soort komt voor in het Afrotropisch gebied.